# K-456 Tver
El K-456 Tver, anteriormente conocido como K-456 Vilyuchinsk (ex Kasatka), es un submarino de misiles de crucero de la clase Oscar II operado por la Armada rusa. Fue comisionado en 1991 como parte de la Flota del Norte de Rusia y fue transferido a la Flota Rusa del Pacífico en septiembre de 1993. Actualmente, el submarino tiene su base en la Base de Submarinos Nucleares Rybachiy, en Vilyuchinsk, cerca de Petropavlovsk-Kamchatsky. Hasta el 28 de enero de 2011 se llamó Vilyuchinsk, cuando se cambió el nombre a Tver.
A partir del 2022, no está claro si el submarino sigue operativo después de su última salida en 2016.